# それいけ!アンパンマン 勇気の花がひらくとき
『それいけ!アンパンマン 勇気の花がひらくとき』（それいけアンパンマン ゆうきのはながひらくとき）は1999年7月24日公開の映画『それいけ!アンパンマン』シリーズ通算第11作。同時上映作品は『それいけ!アンパンマン アンパンマンとたのしい仲間たち』（それいけアンパンマン アンパンマンとたのしいなかまたち）。
全日本私立幼稚園連合会、社会福祉法人日本保育協会推薦作品。キャッチコピーは『いっしょに探そう、本当の勇気』。

## 概要
「本当の勇気」をテーマにした作品で、キララ姫の心の成長を描くと同時に、アンパンマンのヒーロー性が強調されている。
勇気の花がキーアイテムとなっており、「アンパンマンにはとても勇気があるが、それは勇気の花のジュースが顔の中に入っているから」という設定の元で物語は進行する。この設定はTVシリーズの「アンパンマンとゆうきのはな」というエピソードで初めて描かれ、2008年の第20作『妖精リンリンのひみつ』でも使用されている。
一部第1作『キラキラ星の涙』のオマージュとなっているところがあり、テーマ曲も本作にあわせたアレンジバージョンとなっている。
第1作目から前作『てのひらを太陽に』までの配給を手がけていた松竹富士は1999年8月31日に経営合理化で解散したことにより、本作から第23作目までは東京テアトル・メディアボックスの共同配給となった（第24作目からは東京テアトルが単独で配給）。ゲスト声優は、ヒロインのキララ姫に女優の雛形あきこ、こてつちゃん役に日本テレビアナウンサー（当時）の藤井恒久を起用した。藤井は2020年10月の人事異動によりアナウンサーを辞める前年に公開された第31作『きらめけ!アイスの国のバニラ姫』まで、長編・同時上映される短編どちらかに毎年ゲスト出演した。

## あらすじ
本当の勇気を持つ者が手にすると、星を作ることが出来る魔法の杖・スタースティック。それを使うことが出来ないキラキラ星のお姫様・キララ姫は、キラキラ星を飛び出して本当の勇気を探す旅に出る。
旅に出てすぐ危ない目にあった彼女はアンパンマンに助けられ、彼に連れられてやって来たアンパンマンワールドでしばらく生活することに。
一方その頃、「鉄の王子様」に扮したばいきんまんは、鉄の星の住人を騙してジャイアントモグリンを作り、アンパンマンを倒そうとアンパンマンワールドへ向かっていた。

## 登場キャラクター（キャスト）
詳細はアンパンマンの登場人物一覧を参照。

### レギュラーキャラクター
アンパンマン
声 - 戸田恵子
アンパンマンは「みんなの事が好き」で、特定の人物に対して特別な感情を抱く事はないが、本作では、キララ姫を見て顔を赤らめるという、いつもと違った反応を見せている。ばいきんまんとの戦闘では勇気の花のジュースをキララ姫にダメにされたため、一度鉄球にされてしまった後は、ジュースが入っていない「元気3倍アンパンマン」といういつもとは全く違う臆病な性格になった（ジャイアントベアリングロボとして復活したばいきんまんに『止めて下さい』と敬語で懇願したり、敵のばいきんまんにさえ『情けない』と同情されたりするほど）。その後、キララ姫を助けようと炎に呑まれた（生死不明）が、本当の勇気を見つけたキララ姫がスタースティックをふり、「勇気100倍アンパンマン」として復活（『元気100倍』とは異なる）。宇宙へ舞い上がり大技「ロケットアンパンチ」でジャイアントベアリングロボを撃退。アンパンマンワールドに平和を取り戻した。
ばいきんまん
声 - 中尾隆聖
アンパンマンに勝ちたいあまり残忍さが少し強調されて描かれている。ドキンちゃんと一緒にもぐりんで勇気の花を荒らそうとしたが、アンパンマンに鉄の星まで飛ばされた際、「鉄の王子様」に変装し、星の人々を「鉄の遊園地『アイアンランド』を建て、星を活性化させる」と騙し、ジャイアントモグリンを作らせる。町を襲撃（彼の苦手なおくらちゃん、プリンちゃん、エクレアさん、おしんこちゃんにも攻撃をしている）したり、パン工場をジャイアントベアリングロボの爆弾で破壊したり、炎上するパン工場の中にアンパンマンを飛び込ませようとするなどしたが、結局は勇気を取り戻し復活したアンパンマンの大技に敗れ、アンパンマンワールドへ帰ろうとしたドキンちゃんやホラーマン共に再び宇宙の彼方へ飛ばされた。
ジャムおじさん
声 - 増岡弘
キララ姫にアンパンマンワールドの王様と思われ、コック帽もキララ姫には王冠と勘違いされていた。ばいきんまんによって体の前に帽子が鉄球にされてしまう。
バタコさん
声 - 佐久間レイ
キララ姫にアンパンマンワールドの姫と勘違いされた。
めいけんチーズ
声 - 山寺宏一
ドキンちゃん
声 - 鶴ひろみ
序盤でばいきんまんと共に宇宙に吹き飛ばされ、キララ姫の替え玉としてキラキラ星にしばらく滞在していた。始めはご馳走にありついたりして姫としての生活を満喫していたが、多忙なスケジュールに嫌気が差し、ドキンUFOを持ってきてくれたホラーマンと共にキラキラ星を抜け出してしまう。その際スタースティックを持ち出したため、それを取り返そうとキラキラ星の住人たちに追われることになる。追われているときに雲に隠れたが、その雲の中にはジャイアントモグリンが潜んでいて、ジャイアントモグリンのエンジンの噴射によって、ホラーマンやキラキラ星の住人達と共に何処かへ吹き飛ばされた。本作では宇宙にいたためしょくぱんまんとの接触はなく、彼がジャイアントモグリンによって鉄球に変えられてしまったことは最後まで知らなかった。ホラーマンと一緒にUFOでアンパンマンワールドへ帰ろうとしたが、ロケットアンパンチを受けたばいきんまんやジャイアントベアリングロボと衝突し、共に宇宙の彼方へ飛ばされた。
ホラーマン
声 - 肝付兼太
中盤から登場。
メロンパンナ
声 - かないみか
死神山の山頂の勇気の花を荒らし回るミニモグリンを止めようとするが、鉄球に変えられてしまい、ロールパンナの助けを呼ぶ。
カレーパンマン
声 - 柳沢三千代
しょくぱんまん
声 - 島本須美
二人とも途中から参戦。鉄球に変えられてしまうが、ロールパンナとの連携プレーでジャイアントモグリンの破壊に成功する。
ロールパンナ
声 - 冨永みーな
メロンパンナのピンチを知り、途中参戦でアンパンマン（元気3倍）の代わりに、ジャイアントモグリンに立ち向かう。しかし、戦闘中にローリングハリケーンで著しく体力を消耗し、その際、ジャイアントベアリングロボにジャムおじさん、バタコさんと一緒に鉄球にされる（劇場版における強制変身は本作が初となる）。なお本作以降は不定期出演となり、その代わりに次回作からクリームパンダが登場する。
カバオくん
声 - 山寺宏一
ピョン吉
声 - 原えりこ
服装がうさおと同じものになっている。
ウサ子
声 - 中村ひろみ
ちびぞう
声 - 坂本千夏
ネコ美
声 - 中村ひろみ

### ゲストキャラクター
キララ姫
声 - 雛形あきこ
キラキラ星のお姫様。自由のない生活に嫌気が差しており、星を作る魔法の杖・スタースティックを使うのに必要な本当の勇気を見つけるため、キラキラ星を飛び出した。少々気が強い。宇宙で助けられたアンパンマンに恋をし、独占しようとするが、アンパンマンの「僕はみんなのことが好きだよ」という言葉にショックを受け、アンパンマンの勇気の素「勇気の花のジュース」が入っているガラス瓶を割ってしまう。その直後に襲ってきたばいきんまんとの戦いの中で本当の勇気を見つけ、アンパンマンを救う。
こてつちゃん
声 - 藤井恒久（日本テレビアナウンサー）
鉄の星の住人。鉄の王子様に扮したばいきんまんを唯一怪しんだが、止めることができなかった。その後、こてつじいさんや仲間と共にジャイアントモグリンの弱点を教えにアンパンマンワールドへやってくる。TVシリーズ登場時は渕崎ゆり子が演じているが、本作では藤井が演じている。また、TVシリーズとは違い鉄の星の住人は語尾に「てつ」を付ける。
こてつじいさん
声 - 北村弘一
鉄の星の住人。「鉄の時代は終わった」と嘆いていた所を、鉄の王子様に扮したばいきんまんに騙されてしまい、ジャイアントモグリンを他の住人達と一緒に作ってしまう。その後、こてつちゃんや仲間と共にジャイアントモグリンの弱点を教えにアンパンマンワールドへやってくる。後作、第21作『だだんだんとふたごの星』に登場したときは山寺宏一が演じている（北村が2007年10月2日に死去したため）。
ピカールじいさん
声 - 山寺宏一
キララ姫のお世話係のリーダー。彼を含め、キラキラ星の人々は語尾に「ら」が付く。
ピカリ先生
声 - 冨永みーな
キララ姫の教育係を担当している先生。
ジェニックシスターズ
声 - 日テレジェニック99
元気の出ないアンパンマンの応援に来た女の子の四人組。
キラキラ星の合唱団
声 - フレーベル少年合唱団
キラキラ星の住人。星祭で歌を歌う。

### その他の登場キャラクター
ウサお
クマ太
ブタお
みみせんせい
コン太
モン吉
キーコ
犬のおまわりさん
校長先生
やぎおばさん
街の人
バッテラさん
エクレアさん
ふとまきくん
ハーブちゃん
みょうがちゃん
カレーどんまん
ちゃきんくん
なまいきナマコ
きんぴら和尚
おくらちゃん
プリンちゃん
たいやきまん
チンゲンサイ
コカブ
おしんこちゃん
ちゃわんむしまろ
ドリアン王女
アボガドじいや
てんむすちゃん
スパイス王子
マスタード男爵
バームクーヘンさん
グラタンちゃん
セニョール・タコス
わんこちゃん
ニガウリマン
以上、鉄球に変えられたキャラクター。
とんかちどり
カンナくん
シャベルくん
セメントくん
みかづきまん
クロワッサン姫
クロワッサン王子
クロワッサン星の王様
チンクル
チンクルのお父さん
チンクルのお母さん
ココリン
以上、エンディングに登場。
バケツくん
じょうろくん
消火器くん

## 用語
キラキラ星
アンパンマンの星から遥か遠くにある星。円錐状の星の平面に星の住人が居住している。平面の外縁部に尖塔となっている宮殿がある。かつてのナンダ・ナンダー姫の故郷であった。元々宇宙にあるため、第1作とは異なり全体を映し出している。

### 乗り物と道具
アンパンマン号
ドキンUFO
スタースティック
本当の勇気を持っている者だけが能力を引き出すことができ、振ることで星を生み出すことができる杖。中盤において、ドキンちゃんが持ち出そうとした際の騒ぎの中で行方不明になってしまうが、終盤で本当の勇気を見つけ出したキララ姫の元へ飛来し、彼女が振ることで星が生まれ、鉄球にされた人々が元の姿に戻り、更にアンパンマンが星の中から復活した。

#### バイキンメカ
もぐりん
冒頭に登場し勇気の花を全滅させようとするが、アンパンマンによって宇宙に飛ばされたうえバラバラにされてしまう。その衝撃でばいきんまんは鉄の星へ、ドキンちゃんはキラキラ星へ飛ばされてしまう。
ジャイアントモグリン
鉄の星の人々を騙して作らせたもぐりん型の巨大な戦闘機。操縦席の周囲には電車のつり革のようなものが幾つもぶら下がっており、それらを引っ張る事で鉄球に変える砲弾やミニモグリンを撃つ。機体下部の大砲からはレーザーを発射する。町を火の海にするなど大暴れするが、右目の装甲が薄い事をこてつちゃんたちにばらされ、鉄球にされたカレーパンマンとしょくぱんまんにそこを攻撃され、そのままコックピット内で二人がばいきんまんを攻撃しつつ大暴れしたために墜落する。しかしすぐにジャイアントベアリングロボが出現した。
ミニモグリン
ジャイアントモグリンから発射されるミサイル。ジャイアントモグリン同様、何でも鉄球にする弾を撃つ。勇気の花を全滅させてしまった。
ジャイアントベアリングロボ
ジャイアントモグリンを突き破って現れたロボット。コックピットはいつもと違って、ばいきんまんの動きと直接連動するようになっている。作中では名前を呼ばれなかった。ジャイアントモグリンと同じく、大砲型の口から何でも鉄球にする砲弾を撃つ。頭頂部の玉は爆弾となっている。人々を鉄球に変え、更にはパン工場を破壊し、勇気の花のジュースが入っていないアンパンマンを極限まで追い込むが、キララ姫の作り出した星により生えた勇気の花で勇気百倍となったアンパンマンの大技「ロケットアンパンチ」で吹っ飛ばされ、帰ろうとしたドキンちゃんやホラーマンのドキンUFOに衝突し粉々に大破された。

## スタッフ
- 製作 - 加藤俊三
- 原作 - やなせたかし「ゆうきのはながひらくとき」（フレーベル館刊）
- 企画 - 戸谷仁
- プロデューサー - 山崎喜一郎、山下洋、柳内一彦
- アシスタントプロデューサー - 水沼健二
- 脚本 - 米村正二
- 主題歌 - やなせたかし、三木たかし
- 音楽 - いずみたく、近藤浩章
- キャラクターデザイン・作画監督 - 前田実
- 美術 - 横山幸博、池上みどり
- 色彩設定 - 原田幸子
- 撮影 - 金井弘
- 音響監督 - 山田悦司[注釈 1]、山田智明
- 音楽監督 - 鈴木清司
- 音響効果 - 糸川幸良
- 編集 - 鶴渕允寿
- 助監督 - 日巻裕二
- 監督 - 篠原俊哉
- 原画 - 大道博政、相馬満、平山智、川越淳、阿部司、小泉昇、八木元喜、桑野佳子、南静子、小野沢雅子、土肥真子、野田直道、工藤正明、百瀬恵美子、今川よしみ、古宇田文男、藤田宗克、鶴田仁美、定井秀樹、千葉ゆみ、藤井文乃、奥山憲史、武藤照美、筱雅律
- ストーリーボード - 篠原俊哉、日巻裕二
- 文芸担当 - 小野田博之
- 制作担当 - 大野雅義
- アニメーション制作 - 東京ムービー
- 協力 - 読売新聞社
- 製作 - アンパンマン製作委員会（日本テレビ、バップ、キョクイチ東京ムービー、フレーベル館、やなせスタジオ）

## 楽曲
オープニング『アンパンマンのマーチ』
エンディング『勇気りんりん』
作詞：やなせたかし、作曲：三木たかし、編曲：大谷和夫、歌：ドリーミング
オープニングでは一旦演奏がとまる（OPで一旦演奏を停止する例は他に「ロールとローラ うきぐも城のひみつ」がある）。ED映像はダイジェストの枠内で後日談となっている。
テーマ曲『勇気の花がひらくとき』
作詞：やなせたかし、作曲：いずみたく、編曲：チープ広石、歌：ドリーミング
本作ではアレンジバージョンが流され、アルバム版では曲の始めの歌唱はフレーベル少年合唱団が担当している。

## それいけ!アンパンマン アンパンマンとたのしい仲間たち
『それいけ!アンパンマン 勇気の花がひらくとき』の同時上映作品。『おむすびまんと夏まつり』（おむすびまんとなつまつり）と『やきそばパンマンとバイキン西部劇』（やきそばパンマンとバイキンせいぶげき）の2本立てとなっている。

### 概要
2本立てのオムニバス形式で、最後の数本立て作品となっている。『やきそばパンマンとバイキン西部劇』で、やきそばパンマンが映画初出演となる。本作から2014年の『たのしくてあそび ママになったコキンちゃん!?』までの同時上映作品はバップが単独で製作している。
『焼きそばパンマンとバイキン西部劇』から『怪傑ナガネギマンとやきそばパンマン』まで3作連続で西部が舞台となる。

### あらすじ
おむすびまんと夏まつり
- 脚本：金春智子、絵コンテ：奥脇雅晴

夏祭りの準備でおむすびまんとこむすびまんは友達のうめこちゃんと一緒にしょくぱんまん号で米や梅干を祭りの会場へ運びに向かった。ところが、山道でばいきんまんが邪魔しに現れた。果たしておむすびまん達は祭りを守れるのだろうか？
やきそばパンマンとバイキン西部劇
- 脚本：日吉恵、絵コンテ：大原実

西部を愛馬のホワイトソースと旅するやきそばパンマン。ある日立ち寄った町では新しい線路と駅が完成し、町の人たちは隣町からやってくるSLマンと、彼が運んでくる新鮮な果物と野菜を待っていた。しかし、新しい線路を楽しみながら走るSLマンの前へ、列車強盗に扮したばいきんまんとドキンちゃんが果物を横取りしようと現れる。やきそばパンマンとバイキン強盗団の戦いが始まった！

### 登場キャラクター（キャスト）
本作のキャストクレジットは2本別々に表示され、両方登場するキャラクター（チーズ除く）は2重クレジットとなっている。

#### レギュラーキャラクター
アンパンマン
声 - 戸田恵子
両作品とも出番と台詞は少なめ。『おむすびまんと夏まつり』ではかびるんるんにカビせられるも、おむすびまんの梅干しでカビが落ちた。その後、夏祭りに参加するばいきんまんとドキンちゃんを目撃する。『やきそばパンマンとバイキン西部劇』ではラストのSLマンを出迎えるシーンのみの登場で、SLマンからやきそばパンマンの活躍を、やきそばパンマンからハンバーガーキッドの手柄を聞く。
ばいきんまん
声 - 中尾隆聖
『おむすびまんと夏まつり』ではお祭りを滅茶苦茶にしようとするもこむすびまんとうめこちゃんの活躍で敗れ去り、その後ドキンちゃんと共に夏祭りに参加していた。『やきそばパンマンとバイキン西部劇』では強盗団のリーダーをし、SLマンから果物を奪い、やきそばパンマンとハンバーガーキッドを襲うも、ドキンちゃんの裏切りによって降参し、ハンバーガーキッドによって新しい果物を夜通し引かされる羽目になった。
ジャムおじさん
声 - 増岡弘
バタコさん
声 - 佐久間レイ
めいけんチーズ
声 - 山寺宏一
『おむすびまんと夏まつり』ではクレジットされなかった（珍しく同じく山寺が演じるかまめしどんが優先された）。
ドキンちゃん
声 - 鶴ひろみ
『おむすびまんと夏まつり』では偶然しょくぱんまん号を見かけるも、しょくぱんまんの代わりにおむすびまんとこむすびまんが乗っていたことに悔しがり（気づくまではうめこちゃんに嫉妬していた）、ばいきんまんと共に夏祭りに参加する。このため、この年の映画では長編本編・同時上映作品共にしょくぱんまんに会うことはできなかった。『やきそばパンマンとバイキン西部劇』では強盗団としてSLマンを襲撃するが、川に落下しそうになった所をやきそばパンマンとハンバーガーキッドに助けられ、借りを返すためにばいきんまんを裏切る。
かびるんるん
『おむすびまんと夏まつり』ではアンパンマンをカビさせるもこむすびまんの梅干しに消滅。『やきそばパンマンとバイキン西部劇』では強盗団の一員として登場。

#### 『おむすびまんと夏まつり』の登場キャラクター
おむすびまん
声 - 京田尚子
夏祭り用の米を届けるためにしょくぱんまんからしょくぱんまん号を借りた。
こむすびまん
声 - 林原めぐみ
本作ではメインとなっている。ばいきんまんの襲撃に遭い足を負傷する。うめこちゃんと仲がいい。
しょくぱんまん
声 - 島本須美
本作以後6年間同時上映作品には登場しない（エンディングで台詞なしのモブキャラとしての登場はある）。おむすびまんにしょくぱんまん号を貸した。
うめこちゃん
声 - 桑島法子
うめぼしばあやの孫娘。TVシリーズと違い、白目がない。
うめぼしばあや
声 - 坂本千夏
どんぶりまんトリオ
夏祭り用の丼を運ぶ途中でばいきんまんに襲われるも、丼は空だったため代わりに彼らの中身を食べられてしまった。
てんどんまん
声 - 坂本千夏
カツドンマン
声 - 三ツ矢雄二
EDでは、「かつどんまん」と平仮名表記で、紹介されていた。
かまめしどん
声 - 山寺宏一
マイクマン
声 - 藤井恒久（日本テレビアナウンサー）
カレーパンマン
メロンパンナ
ロールパンナ
クリームパンダ
みみせんせい
カボちゃん（シンデレラ）
かぼちゃのカボちゃん
『空とぶ絵本とガラスの靴』に登場する、魔法が解けてシンデレラに戻ったカボちゃんとは別人のカボちゃん（テレビアニメ版のかぼちゃのカボちゃん）が浴衣姿で登場した。
たこやきまん
たいやきくん
鉄火のマキちゃん
わたあめじいさん
おこのみやきまん
てんそばくん
アイスマントリオ
ソフトクリームマン
アイスキャンディーマン
フラッペちゃん
ドーナツマン
ベビードーナツ
いかめしまん
レモンちゃん
タイコマン
ちくりん
へどろまん
以上、夏祭りの参加者で台詞はなし。

#### 『やきそばパンマンとバイキン西部劇』の登場キャラクター
やきそばパンマン
声 - 小杉十郎太
劇場版への登場は初となる。
ホワイトソース
やきそばパンマンと同じく劇場版への登場は初となる。ピクルスと共演した際に、恋仲になっている。
ハンバーガーキッド
声 - 三ツ矢雄二
川に流されたやきそばパンマンとドキンちゃんを助けに登場し、その後やきそばパンマンと共闘する。EDではばいきんまんに新しい果物を引かせ、本人はハーモニカを奏でていた。
ピクルス
SLマン
声 - 西村朋紘
西部の町へ野菜と果物を運んでいたが、ばいきんまん達強盗団の襲撃を受ける。果物はばいきんまん達に全部食べられたが、野菜は無事。
サボテンマン
声 - 内田直哉
サボテンの巨人。砂漠を守っている。SLマンを助けるためにやきそばパンマンに協力する。
町長
声 - 稲川淳二
クマの姿の町長。本作が初登場。後にTVシリーズにも登場するが、声優は変更されている。

### 乗り物
しょくぱんまん号
おむすびまんが借りて使用していた。
ドキンUFO

#### バイキンメカ
バイキンUFO
バイキン顔型ロボ
『おむすびまんと夏まつり』に登場。みんなが楽しみにしている夏祭りを邪魔するためのバイキンUFOの変形ロボット。ばいきんまん風の顔からかびるんるんを吐き出す。しょくぱんまん号を運転するおむすびまんを襲い、更に助けにきたアンパンマンの顔をカビさせるが、こむすびまんが投げた梅干しでかびるんるんが消滅し、うめこちゃんに特製の梅酢をかけられてバイキンUFOに戻り、最後はおむすびまんに成敗された。

### スタッフ
- 製作 - 加藤俊三、伊藤梅男
- プロデューサー - 柳井一彦、山下洋、岡本東郎
- 原作 - やなせたかし（フレーベル館刊）
- 音楽 - いずみたく、近藤浩章
- キャラクターデザイン - 前田実
- 作画監督・設定 - 大久保修
- 原画
  - 「おむすびまんと夏まつり」 - 安藤正浩、岡田正和、須田勝、佐藤なおみ
  - 「やきそばパンマンとバイキン西部劇」 - 水畑健二、井上正樹、中谷マリ、仲田美歩、丸英男、浜野裕治、佐久間信計
- 美術 - 光元博行
- 色彩設定・検査 - ますだよしまさ
- 撮影 - 白尾仁志
- 音楽監督 - 鈴木清司
- 音響監督 - 山田悦司[注釈 1]、山田智明
- 音響効果 - 糸川幸良
- 編集 - 鶴渕和子
- 監督 - 大賀俊二
- 制作協力 - スタジオ キャブ
- アニメーション制作 - 東京ムービー
- 協力 - 読売新聞社
- 製作 - バップ

### 楽曲
エンディング『やきそばパンマン流れ旅』
作詞：やなせたかし、作曲・編曲：近藤浩章、歌：小杉十郎太
2本目の『やきそばパンマンとバイキン西部劇』からそのままエンディングに入り、罰として果物を運ばされているばいきんまんの右側にスタッフロールが流れる。
この作品から3作連続で主題歌に起用される。
挿入歌『アンパンマン音頭'99』
作詞：やなせたかし、作曲：三木たかし、編曲：近藤浩章、歌：ドリーミング、戸田恵子、藤井恒久